# Emmett Till
Pour le film, voir Emmett Till (film).
Pour les articles homonymes, voir Till.
 (décembre 2024).
Si vous disposez d'ouvrages ou d'articles de référence ou si vous connaissez des sites web de qualité traitant du thème abordé ici, merci de compléter l'article en donnant les références utiles à sa vérifiabilité et en les liant à la section « Notes et références ».
Emmett Louis « Bobo » Till, né le 25 juillet 1941 à Chicago dans l'Illinois et mort assassiné le 28 août 1955 à Money dans le Mississippi, est un adolescent afro-américain qui fut lynché et torturé à mort dans la région du Mississippi Delta aux États-Unis. Son meurtre est l'un des principaux événements tragiques qui ont jalonné le mouvement américain des droits civiques.
Les principaux suspects du crime, Roy Bryant et son demi-frère J.W. Milam, sont acquittés. Ils avouent plus tard être les coupables de l'assassinat de l'adolescent.

## Les événements

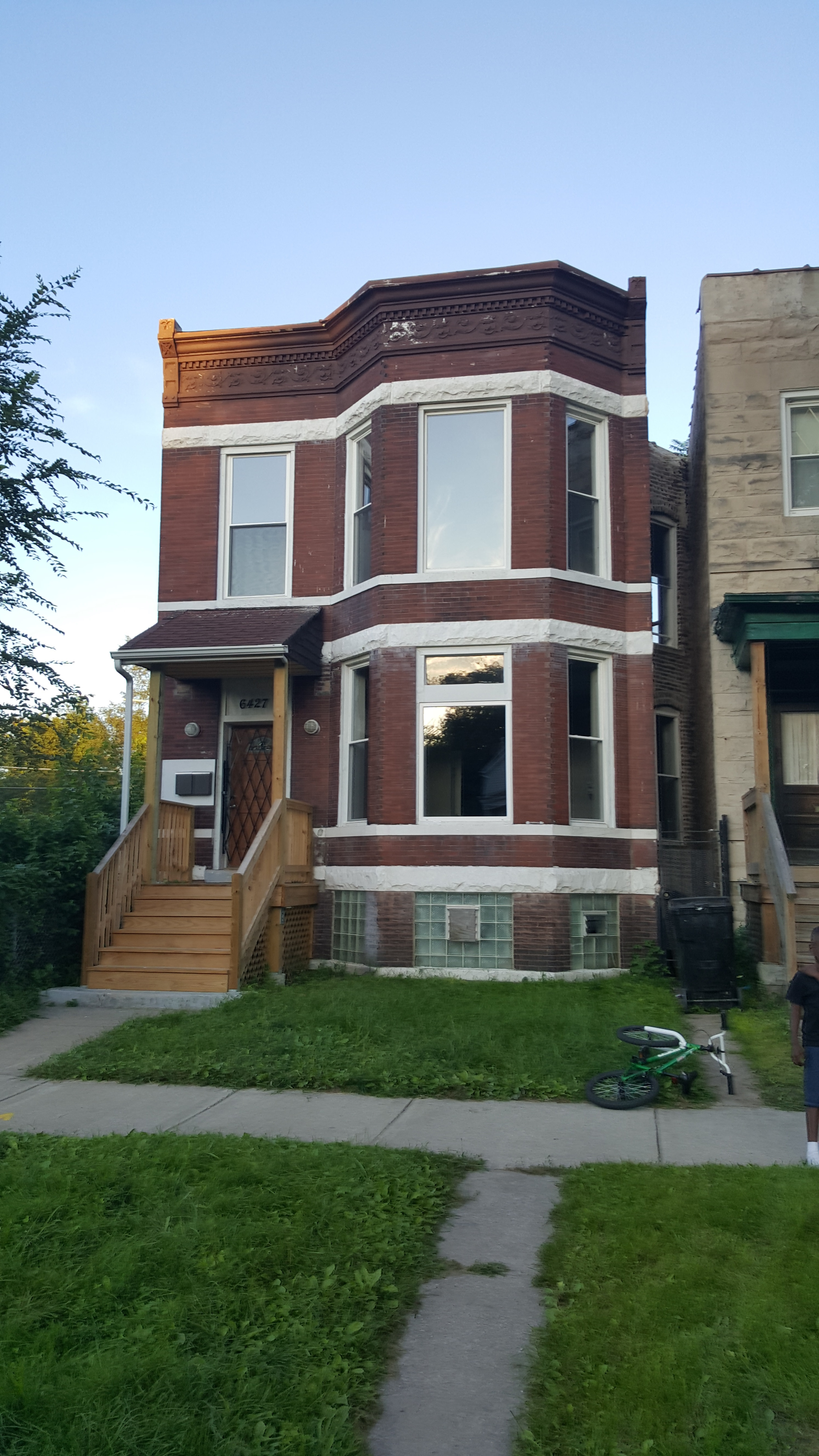
Dernière maison d'Emmett Till, à Chicago.

Natif de Chicago, Emmett Till est le fils de Mamie Elizabeth Till Mobley et de Louis Till. Sa mère l'a, en grande partie, élevé seule depuis son divorce d'avec Louis en 1942. Le père d'Emmett est incorporé dans l'armée des États-Unis en 1943 pendant la seconde Guerre mondiale. Il est condamné à mort pour un meurtre et des viols commis contre des femmes italiennes,,.
Emmett est envoyé fin août 1955 chez son grand-oncle Moïse Wright, qui vit à Money dans le Mississippi. Avant son voyage dans le delta, la mère d'Emmett l'avait averti de faire « attention à ses manières » avec les personnes blanches. Elle dit à son garçon qu'il ne fallait pas déranger les Blancs dans cette région.
La mère d'Emmett avait bien compris que les relations interraciales étaient très différentes dans le Mississippi et à Chicago. Dans le Mississippi, plus de 500 Afro-Américains avaient été lynchés depuis 1882 et les meurtres à motivation raciale n'étaient pas rares, particulièrement dans le delta où se rendait Emmett. Les tensions raciales étaient également exacerbées depuis 1954, après la décision de la Cour suprême des États-Unis de mettre un terme à la ségrégation dans les écoles publiques.
Till arrive le 21 août et, le 24 août, il rejoint d'autres adolescents, des enfants de métayers qui avaient récolté du coton toute la journée. Ils se rendent ensemble à l'épicerie Bryant pour acheter quelques boissons. Le magasin appartenait à Roy et Carolyn Bryant, un couple de Blancs. Carolyn était seule dans le magasin ce jour-là car Roy était en voyage d'affaires.
Selon le cousin d'Emmett, Simon Wright, présent avec lui, Emmett aurait sifflé Carolyn Bryant avant de sortir du magasin. Cela effraye les autres garçons. Emmett voulait montrer qu'il venait du nord et qu'il se permettait donc de faire des choses interdites dans le Sud.
Carolyn Bryant avance plusieurs versions : Emmett l'aurait sifflée, lui aurait parlé vulgairement. Plus tard, elle affirme qu'Emmett Till l'aurait saisie par la taille et lui aurait demandé rendez-vous. Elle rapporte également que le jeune homme aurait dit « Tu n'as pas à avoir peur de moi, chérie, j'ai déjà été avec des femmes blanches avant » et prononcé des mots « qu'on ne saurait diffuser par écrit ». Till souffrait d'un léger bégaiement et certaines personnes estiment que Carolyn Bryant pourrait avoir mal interprété ce que Till lui avait dit. D'autres indiquent qu'il pourrait avoir présenté un léger retard mental et n'importe quel comportement inattendu de sa part pourrait avoir été facilement mal interprété. Plusieurs adolescents noirs, tous de moins de 16 ans, rapportent qu'ils étaient avec Till dans le magasin et, selon un article paru dans un journal, qu'ils l'auraient forcé à sortir du magasin.
Carolyn Bryant court chercher un pistolet dans une voiture, ce qui fait fuir les adolescents immédiatement. Avant que Roy Bryant, âgé de 29 ans, revienne à Money de son voyage de trois jours, tout le comté de Tallahatchie était au courant de l'incident. Les rumeurs circulent très vite, on avance même qu'Emmett entretenait une liaison avec Carolyn.
Roy rentre après plusieurs jours et est informé de l'incident et de ces rumeurs. Bryant et son demi-frère J. W. Milam (40 ans) décident alors de se retrouver le dimanche aux alentours de 2 heures du matin pour « donner une leçon à ce garçon ».

### Le meurtre
Le 28 août à environ 2 h 30, Roy Bryant et son demi-frère, J.W. Milam, enlèvent Emmett Till dans la maison de son oncle. Il est conduit dans le hangar d'une plantation, dans le comté voisin de Sunflower où il est battu, notamment frappé à coups de crosse de revolver. Il est ensuite conduit à la rivière Tallahatchie, près de Glendora, une petite ville du comté, forcé de se mettre nu et abattu d'une balle dans la tête. Un ventilateur de machine à trier le coton lui est attaché autour du cou avec du fil barbelé et son corps est jeté dans la rivière. Certains croient que les parents d'Emmett Till le cachaient pour sa sécurité ou qu'il avait été renvoyé en lieu sûr à Chicago. Mais des témoins indiquent au shérif que Mme Bryant avait identifié Emmett Till comme « celui » qui l'avait importunée.
R. Bryant et J.W Milam affirment qu'ils avaient découvert plus tard que Till n'était pas la personne qui avait prétendument insulté Mme Bryant et jurent au shérif qu'ils l'avaient libéré. En 1956, après leur acquittement, ils reconnaissent, dans Look Magazine,, être les meurtriers de l'adolescent : ils étaient certains de leur impunité, car selon le Double Jeopardy Clause « nul ne pouvait être jugé deux fois pour le même délit ». Ils expliquent qu'ils ne voulaient pas tuer le gamin, mais seulement l'impressionner. Quand ils ont cru qu'il n'était pas du tout impressionné et les narguait, ils ont accentué les coups.

### Les funérailles
Après qu'un conseiller mortuaire de Tutwiler eut travaillé toute la nuit pour préparer le corps au mieux, Mamie Till rapporte le corps de son fils à Chicago. Les représentants des pompes funèbres de Chicago affirment avoir signé un accord afin que le cercueil soit cloué et reste fermé. Quand la mère de Till demande sa réouverture afin de pouvoir voir son fils, l'entrepreneur de pompes funèbres refuse, prétextant cet accord. Mme Till doit alors enlever elle-même les clous. Elle laissa ensuite le cercueil ouvert durant l'enterrement afin que les personnes présentes voient comment Emmett avait été défiguré. Les photographies du cadavre mutilé circulent dans le pays, provoquant un immense émoi dans la population. Quelques rapports indiquent que 50 000 personnes ont vu le corps.
Le 6 septembre, Emmett Till est enterré dans le cimetière de Burr Oak à Alsip, dans l'Illinois. Le même jour, R. Bryant et J.W Milam sont acquittés dans le Mississippi, par un grand jury.

## Les enquêtes et les rebondissements

### Le procès
Une enquête sans précédent comprenant une coopération entre la police locale, la NAACP et les journalistes locaux est rapidement menée. Le 19 septembre, le procès commence. Le 23 septembre le jury, composé de douze hommes blancs, acquitte les deux accusés. Les délibérations durent à peine 67 minutes. Un juré affirme qu'ils avaient même dû faire une « pause boisson » pour dépasser une heure de délibération. Cet acquittement précipité provoque un tollé aux États-Unis et en Europe, tant et si bien qu'il influence l'essor du mouvement des droits civiques américains.

### Après le procès
Dans un article paru en 1956 dans le magazine Look pour lequel J.W. Milam et son demi-frère ont été payés, ils admettent avoir tué Emmett sans craindre de poursuites, grâce au Double Jeopardy Clause, loi américaine qui empêche un accusé d'être jugé deux fois pour le même crime. J.W Milam indique qu'au début leur intention était d'effrayer Till en le frappant avec le pistolet puis de menacer de le jeter d'une falaise. Milam affirme qu'indépendamment de ce qu'ils lui avaient fait subir, Emmett n'avait pas semblé avoir peur, comme s'il croyait que les deux hommes ne le tueraient pas, et qu'il avait une attitude très distante, insolente et provocatrice envers eux et par rapport à ce qu'il avait fait. Ainsi, les deux frères se sont sentis obligés de faire un exemple avec le jeune garçon. Un an plus tard, le même magazine rapporte que, dès lors, J.W Milam et R. Bryant avaient été boycottés par leur clientèle noire et qu'ils avaient dû fermer leur magasin.
J.W Milam est mort du cancer en 1980 et R. Bryant en 1990. Mamie Till Mobley meurt à l'âge de 81 ans, le 6 janvier 2003, l'année où son autobiographie est éditée.
La mort du jeune homme, le procès et l'acquittement des prévenus, dénoncés par les médias nationaux, a un effet que personne n'aurait pu imaginer, sur la promotion de la lutte pour les droits civiques. L'« affaire Emmett Till » devient même l'un des facteurs principaux qui déclenchèrent le Mouvement pour les droits civiques (Civil Rights Movement) des Afro-Américains aux États-Unis.

### La contre-enquête
En 1996, Keith Beauchamp ayant repris l'enquête, pour un projet de film, découvrit que quatorze individus auraient été impliqués dans le meurtre d'Emmett Till. Il a rencontré des témoins oculaires qui ne s'étaient jamais exprimés publiquement. Il décide donc de réaliser un documentaire et passe les neuf années suivantes à créer The Untold Story of Emmett Louis Till. Ce documentaire amène la justice américaine à accepter les appels, provenant du NAACP et d'autres groupes, à la réouverture du dossier.
Le 10 mai 2004, le ministère de la Justice des États-Unis annonce qu'il rouvre l'affaire pour déterminer si d'autres personnes que J.W. Milam et R. Bryant étaient impliquées. Bien que le budget accordé à cette nouvelle enquête soit très limité, l'affaire pouvait être traduite devant la Cour d'État.
Aucune autopsie n'ayant été effectuée sur le corps en 1955, celui-ci est exhumé le 31 mai 2005 du cimetière de banlieue de Chicago où il avait été enterré. Bien que les suspects aient affirmé au procès que le corps repêché dans la rivière n'était pas celui d'Emmett, les vérifications ADN confirment l'identité du cadavre le 26 août 2005.
Parmi les accusés possibles en cas de réouverture du dossier, sont cités Carolyn Donham, ex-épouse de Roy Bryant, et Henry Lee Loggins, ancien ouvrier de plantation.
Dans son récit Écrire pour sauver une vie, l'écrivain américain John Edgar Wideman enquête sur Louis Till le père d'Emmett Till. En effet, la divulgation de son dossier militaire aux jurés aurait pu les influencer négativement, le soldat Louis Till ayant été exécuté le 2 juillet 1945 (et inhumé au cimetière américain de Seringes-et-Nesles) pour des allégations de viol et meurtre commis en Italie.

### Confession de Carolyn Bryant
En 2017, dans son livre The Blood of Emmett Till, l'historien Timothy Tyson (en),, apporte de nouvelles informations qui conduisent à la réouverture de l’enquête par les autorités fédérales. En effet, Carolyn Bryant confesse à l’auteur avoir menti lors du témoignage initial. Cette révélation a été publiée en janvier 2017. Comme le rapportent les médias américains, le 12 juillet 2018, et notamment le Washington Post .
Carolyn Bryant avait accusé le jeune garçon de l’avoir attrapée par la taille et de lui avoir fait des avances explicites alors qu'elle se trouvait avec lui dans une épicerie de Money. Elle avait ensuite répété ces accusations devant un jury.
Dans le livre, plus de six décennies après les faits, elle explique qu’Emmett Till ne lui a pas fait d’avances, contredisant son témoignage initial. « Cette partie n’est pas vraie », déclare-t-elle à propos du geste et des propos qu'elle avait longtemps décrits. « Rien de ce qu’a fait ce garçon ne pourra jamais justifier ce qui lui est arrivé », a-t-elle ajouté. Après la sortie du livre, la question de la culpabilité de Carolyn Donham, aujourd’hui octogénaire, s’est posée.

## Postérité
Aimé Césaire consacre un poème à la mémoire d’Emmett Till dans son recueil Ferrements publié en 1960. Le poète sénégalais David Diop consacre aussi un poème à Emmett Till dans son recueil Coups de pilon publié par Présence Africaine. En 1962, Bob Dylan signe une chanson appelée The Death of Emmett Till, reprise, en 1963, par Joan Baez. En 2005 Marilyn Nelson publie A Wreath for Emmett Till, « une couronne pour Emmett Till », qui est un ensemble de 15 sonnets illustrés par Philippe Lardy. Graphia, Houghton Mifflin Harcourt, Boston-New York,  (ISBN 978-0-618-39752-5). Le roman d’Alban Lefranc, Le ring invisible, fiction biographique de Mohamed Ali, décrit Emmet Till comme personnage essentiel dans l’histoire du boxeur. Richard Powers consacre une grande partie du chapitre 10 de son livre Le Temps où nous chantions (10/18), à l’histoire d’Emmet Till.
Le personnage de Tom Robinson dans le livre Ne tirez pas sur l’oiseau moqueur, publié en 1960, et dans son adaptation au cinéma Du silence et des ombres de 1962, est en partie inspiré par l’histoire d’Emmett Till.
En 1981, la poète Audre Lorde raconte l'assassinat d'Emmet Till dans son poème intitulé "Rémanences". Dans ce poème, deux malheurs parallèles sont racontés, celui d'Emmet Till, et celui d'une mère de famille ayant "vieilli dans un honneur coûteux", s'agissant probablement de Carolyn Bryant.
Cette affaire est également évoquée dans plusieurs chansons américaines. Le rappeur Kanye West cite Emmet Till dans sa chanson Through the Wire. En 2011, Emmylou Harris publie la chanson My Name Is Emmett Till dans son album Hard Bargain, et en 2015 l’américaine Melody Gardot chante Preacherman. Eric Bibb lui consacre la chanson Emmet's Ghost sur son album Dear America publié en 2021.
En août 2005, une portion de l’autoroute 49 située dans la région du meurtre est renommée en mémoire d’Emmett Till. En février 2005, l’école élémentaire de Chicago où Till avait été élève est renommée en sa mémoire.
En 2016, l'artiste peintre antiraciste américaine Dana Schutz dénonce l'assassinat du jeune Emmett dans une œuvre picturale intitulée Open Casket (Cercueil Ouvert). Le tableau représente l'adolescent défiguré dans son cercueil, tel que sa mère avait souhaité que le monde entier le voie. En 2017, l'œuvre est exposée à la Biennale du Whitney Museum de New York. L'hommage de Dana Schutz suscite une polémique, car il scandalise un groupe d'artistes et militants afro-américains qui exigent sa censure et sa destruction, au nom de l'appropriation culturelle. Sans se préoccuper du message de l'artiste, et se concentrant uniquement sur sa couleur de peau, ils arguent qu'un Blanc n'a pas le droit de s'approprier ou de représenter la "souffrance des Noirs". Dans un communiqué, Dana Schutz leur répond que, si elle admet effectivement ne « pas savoir ce que c’est que d’être Noir en Amérique », elle sait en revanche « ce que c’est qu’être mère.»
En 2017, l’humoriste américain Dave Chappelle aborde l’affaire dans l’outro de son spectacle « Equanimity » 
L'histoire d'Emmett Till est également évoquée dans le roman d'Angie Thomas, The Hate U Give (La Haine qu'on donne), ainsi que dans l'épisode 8 de la série télévisée Lovecraft Country.
La mort d'Emmett Till est également mentionné dans la saison 7 de la série Riverdale, entraînant l'indignation des élèves de couleurs de Riverdale tel que Clay Walker, Tabitha Tate et Toni Topaz.
Dans l’épisode Rosa de la série Doctor Who, Rosa Parks fait référence à Emmett Till pour mettre en garde un jeune homme noir qui touche une femme blanche en lui rendant un gant qu’elle a perdu.
En 2022, la loi fédérale américaine interdisant le lynchage prend le nom d'Emmett Till Antilynching Act, en mémoire de l'adolescent.

## Pour approfondir

#### Notices dans des encyclopédies et ouvrage de références
- (en-US) John A. Garraty (dir.), Mark C. Carnes (dir. et rédacteur) et Stephen J. Whitfield, American National Biography, vol. 21 : Stratton - Tunney, New York, Oxford University Press, USA, 1999, 935 p. (ISBN 9780195128000, lire en ligne), p. 667-668,
- (en-US) R. Kent Rasmussen (dir.) et Kevin Eyster (rédacteur), The African American Encyclopedia, vol. 9 : Sui-Wil, New York, M. Cavendish, 2001, 2704 p. (ISBN 9780761472179, OCLC 44587901, lire en ligne), p. 2498-2499,
- (en-US) Colin A. Palmer (dir.) et Robin Spencer (rédacteur), Encyclopedia of African-American Culture and History, vol. 5 : Q - Z, Detroit, Michigan, Thomson Gale, 2006, 2377 p. (ISBN 9780028658216, OCLC 634213671, lire en ligne), p. 2198,
- (en-US) Paul Finkelman (dir.) et Anthony Aiello (rédacteur), Encyclopedia of African American History, 1896 to the Present : From the Age of Segregation to the Twenty-first Century, vol. 4 : O-T, New York, Oxford University Press, 2009, 509 p. (ISBN 9780195167795, lire en ligne), p. 468-471,
- (en-US) Henry Louis Gates Jr. (dir.), Evelyn Brooks Higginbotham (dir.) et Stephen J. Whitfield (rédacteur), African American National Biography, vol. 11 : Taborn-Wheeler, New York, Oxford University Press, USA, 2013, 617 p. (ISBN 9780199990368, lire en ligne), p. 182-183,

#### Essais

##### Anglophones
- Olive Arnold Adams, Time bomb : Mississippi exposed and the full story of Emmett Till, Mound Bayou, Mississippi, Mississippi Regional Council of Negro Leadership, 1956, 36 p. (OCLC 22027246, lire en ligne),
- Stephen J. Whitfield, A Death in the Delta: The Story of Emmett Till, Baltimore,  Maryland., Johns Hopkins University Press (réimpr. 1991) (1re éd. 1988), 212 p. (ISBN 978-0801843266, lire en ligne),
- Mamie Till-Mobley & Christopher Benson, Death of Innocence: The Story of the Hate Crime That Changed America, New York, Random House (réimpr. 2011) (1re éd. 2003), 344 p. (ISBN 978-1400061174, lire en ligne),
- Marilyn Nelson (ill. Philippe Lardy), A Wreath for Emmett Till, Boston, Massachusetts, Houghton Mifflin / Books for Young Readers, 2005, 52 p. (ISBN 978-0618397525, lire en ligne),
- David Aretha, The Murder of Emmett Till, Greensboro, Caroline du Nord, Morgan Reynolds Publishing (réimpr. 2008) (1re éd. 2007), 168 p. (ISBN 978-1599350578, lire en ligne),
- Simeon Wright, Simeon's Story: An Eyewitness Account of the Kidnapping of Emmett Till, Chicago, Illinois, Lawrence Hill Books, 2010, 168 p. (ISBN 978-1556527838, lire en ligne),
- John Edgar Wideman, The Louis Till File: Writing to Save a Life, Scribner, 15 novembre 2016, 224 p. (ISBN 978-1501147289),
- Timothy B. Tyson, The Blood of Emmett Till, New York, Simon & Schuster, 2017, 304 p. (ISBN 978-1-4767-1485-1, lire en ligne)

##### Francophones
- Arnaud Floc'h, Emmett Till : Derniers jours d'une courte vie, Editions Sarbacane, 1er avril 2015, 80 p. (ISBN 978-2848657714),
- John Edgar Wideman (trad. de l'anglais américain par Catherine Richard-Mas), Écrire pour sauver une vie: Le dossier Louis Till [« The Louis Till File: Writing to Save a Life »], Gallimard, 11 mai 2017, 224 p. (ISBN 978-2072704604),

#### Articles

##### Anglophones
- Wanda Coleman, « Emmett Till », Callaloo, no 27,‎ printemps 1986, p. 295-299 (5 pages) (lire en ligne )
- Ernest van den Haag, « Emmett Till », The American Scholar, vol. 60, no 3,‎ été 1991, p. 479-480 (2 pages) (lire en ligne )
- Anne Sarah Rubin, « Reflections on the Death of Emmett Till », Southern Cultures, vol. 2, no 1,‎ 1995, p. 45-66 (22 pages) (lire en ligne ),
- Clenora Hudson-Weems, « Resurrecting Emmett Till: The Catalyst of the Modern Civil Rights Movement », Journal of Black Studies, vol. 29, no 2,‎ novembre 1998, p. 179-188 (10 pages) (lire en ligne ),
- Christopher Metress, « "No Justice, No Peace": The Figure of Emmett Till in African American Literature », MELUS, vol. 28, no 1,‎ printemps 2003, p. 87-103 (17 pages) (lire en ligne ),
- John R. Tisdale, « Different Assignments, Different Perspectives: How Reporters Reconstruct the Emmett Till Civil Rights Murder Trial », The Oral History Review, vol. 29, no 1,‎ hiver - printemps 2002, p. 39-58 (20 pages) (lire en ligne )
- John Edgar Wideman, « Looking at Emmett Till », Creative Nonfiction, no 19,‎ 2002, p. 49-66 (18 pages) (lire en ligne ),
- Christine Harold & Kevin Michael DeLuca, « Behold the Corpse: Violent Images and the Case of Emmett Till », Rhetoric and Public Affairs, vol. 8, no 2,‎ été 2005, p. 263-286 (24 pages) (lire en ligne ),
- Davis W. Houck, « From Money to Montgomery: Emmett Till, Rosa Parks, and the Freedom Movement, 1955-2005 », Rhetoric and Public Affairs, vol. 8, no 2,‎ été 2005, p. 175-176 (2 pages) (lire en ligne )
- Davis W. Houck, « Killing Emmett », Rhetoric and Public Affairs, vol. 8, no 2,‎ été 2005, p. 225-262 (38 pages) (lire en ligne ),
- Hugh Stephen Whitaker, « A Case Study in Southern Justice: The Murder and Trial of Emmett Till », Rhetoric and Public Affairs, vol. 8, no 2,‎ été 2005, p. 189-224 (36 pages) (lire en ligne ),
- Rebecca Mark, « Mourning Emmett: "One Long Expansive Moment" », The Southern Literary Journal, vol. 40, no 2,‎ printemps 2008, p. 121-137 (17 pages) (lire en ligne ),
- Valerie Smith, « Emmett Till's Ring », Women's Studies Quarterly, vol. 36, nos 1/2,‎ printemps - été 2008, p. 151-161 (11 pages) (lire en ligne ),
- Christopher Metress, « Submitted for Their Approval: Rod Serling and the Lynching of Emmett Till », The Mississippi Quarterly, vol. 61, nos 1/2,‎ printemps 2008, p. 143-172 (30 pages) (lire en ligne ),
- Philip C. Kolin, Aaron Kramer et Clyde R. Appleton, « Forgotten Manuscripts: "Blues for Emmett till": The Earliest Extant Song about the Murder of Emmett Till », African American Review, vol. 42, nos 3/4,‎ hiver 2008, p. 455-460 (6 pages) (lire en ligne ),
- Philip C. Kolin, « Haunting America », Southern Cultures, vol. 15, no 3,‎ 2009, p. 115-138 (24 pages) (lire en ligne ),
- Myisha Priest, « "The Nightmare Is Not Cured": Emmett Till and American Healing », American Quarterly, vol. 62, no 1,‎ mars 2010, p. 1-24 (24 pages) (lire en ligne ),
- Philip C. Kolin, « Emmett Till Goes Skip-Stopping on the CTA », Callaloo, vol. 35, no 2,‎ printemps 2012, p. 392-406 (15 pages) (lire en ligne ),
- Joshuah Campbell, « Becoming Emmett Till: A Student History Day Perspective », OAH Magazine of History, vol. 26, no 3,‎ juillet 2012, p. 37-39 (3 pages) (lire en ligne ),
- Ifa Bayeza, « The Ballad of Emmett Till », Callaloo, vol. 35, no 3,‎ été 2012, p. 639-730 (92 pages) (lire en ligne ),
- James Braxton Peterson, « The Revenge of Emmett Till: Impudent Aesthetics and the Swagger Narratives of Hip-Hop Culture », African American Review, vol. 45, no 4,‎ hiver 2012, p. 617-631 (15 pages) (lire en ligne ),
- Shawn Michelle Smith, « The Afterimages of Emmett Till », American Art, vol. 29, no 1,‎ printemps 2015, p. 22-27 (6 pages) (lire en ligne ),
- Angela Onwuachi-Willig, « The Trauma of the Routine: Lessons on Cultural Trauma from the Emmett Till Verdict », Sociological Theory, vol. 34, no 4,‎ décembre 2016, p. 335-357 (23 pages) (lire en ligne ),
- Jared Sexton, « "This is what our dying looks like" », Callaloo, vol. 41, no 2,‎ 2018, p. 60-74 (15 pages) (lire en ligne ),
- Chelsea Hale et Meghan Matt, « The Intersection of Race and Rape », Human Rights, vol. 44, no 4,‎ décembre 2019, p. 21-24 (4 pages) (lire en ligne ),
- Matthew Wills, « How Local Newspapers Helped Emmett Till’s Murderers Go Free », Jstor Daily,‎ 15 août 2020 (lire en ligne),

##### Francophones
- Earl Lewis (trad. Sophie Dulucq), « La constitution des Américains africains comme minorité », Annales, 52-3,‎ 1997, p. 569-592 (23 pages) (lire en ligne),
- Philipe Coste, « A la mémoire d'Emmett Till, 14 ans », L'Express,‎ 16 septembre 2004 (lire en ligne),
- Maïté Koda, « Assassinat d'Emmett Till aux USA: la femme à l'origine de l'expédition punitive admet avoir menti », France Info,‎ 31 janvier 2017 (lire en ligne),
- Clémentine Rebillat, « Le terrible mensonge qui a provoqué la mort d’Emmett Till, tué parce que noir », Paris Match,‎ 8 février 2017 (lire en ligne),
- Wright Thomson (ill. Yukiko Noritake), « Ainsi mourut Emmett Till : autopsie d’un lynchage qui n’en finit pas de hanter le Mississippi. », XXI,‎ hiver 2022, p. 130-142 (ISSN 1960-8853),

### Documentaires et films
- Keith Beauchamp, The Untold Story of Emmett Louis Till, 2004, documentaire
- Emmett Till (Till) de Chinonye Chukwu, 2022, fiction